# Masters from Different Worlds
| Recensione | Giudizio |
| ---------- | -------- |
| AllMusic   | [ 1 ]    |

Masters from Different Worlds è CD a nome di Clifford Jordan Ran Blake featuring Julian Priester, pubblicato dall'etichetta discografica Mapleshade Productions Records nel 1994.

## Tracce
1. Something to Live For – 9:34 (Duke Ellington, Billy Strayhorn)
2. A Touch of Evil – 10:37 (Ran Blake)
3. Arline – 9:25 (Ran Blake)
4. Laura – 2:49 (Johnny Mercer, David Raksin)
5. Short Life of Barbara Monk – 8:04 (Ran Blake)
6. Vanguard – 9:00 (Ran Blake)
7. Julia – 4:14 (John Lennon, Paul McCartney)
8. Wives and Lovers – 4:45 (Burt Bacharach, Hal David)
9. Doug's Prelude – 6:16 (Clifford Jordan)
10. Mood Indigo – 2:43 (Barney Bigard, Duke Ellington, Irving Mills)

## Musicisti
- Clifford Jordan - sassofono tenore
- Ran Blake - pianoforte
- Julian Priester - trombone
- Jesse Meman - sassofono alto (Windmill Saxophone Quartet)
- Tom Monroe - sassofono tenore (Windmill Saxophone Quartet)
- Ken Plant - sassofono tenore (Windmill Saxophone Quartet)
- Clayton Englar - sassofono baritono (Windmill Saxophone Quartet)
- Claudia Polley - voce
- Steve Williams - batteria
- Alfredo Mojica - congas

Note aggiuntive
- Fred Kaplan e Pierre Sprey - produttori
- Registrato il 26-30 dicembre 1989 al Mappleshade Studio di Upper Marlboro, Maryland
- Pierre Sprey - ingegnere delle registrazioni
- Masterizzazione digitale a cura della Digital Domain (NYC)
- Daniel Vong - direzione artistica
- Michael Wilderman - fotografie[2]